# Amyema urdanetensis
Amyema urdanetensis är en tvåhjärtbladig växtart som beskrevs av Danser. Amyema urdanetensis ingår i släktet Amyema och familjen Loranthaceae. Inga underarter finns listade i Catalogue of Life.